# گاومیش کوهان‌دار قفقازی
گاومیش کوهان‌دار قفقازی (نام علمی: Bison bonasus caucasicus) نام یک زیرگونه از گونه ویسنت است که امروزه نسل آن منقرض شده است.